# 有馬頼徸
有馬 頼徸（ありま よりゆき）は、江戸時代中期の大名・数学者（和算家）。筑後国久留米藩の第7代藩主。久留米藩有馬家8代。
数学者としては関流算術を修め、当時最高水準の和算書『拾璣算法』を著した「算学大名」として著名である。一方、為政者としては久留米藩歴代中最長の治世（54年）を保ち、窮民救済などに意を払ったものの、大規模な一揆も発生しており、平坦なものではなかった。

## 生涯
正徳4年11月25日（1714年12月31日）第6代藩主・有馬則維の四男として生まれる。
享保14年（1729年）、父の隠居により16歳で家督を継ぐ。しかし若年のため、元文2年（1737年）までは重臣が藩政を担った。頼徸が政務を執り始めたこの年、久留米藩で飢饉が起こる。頼徸は領民を救うため、救済金・救済米を施した。広く優れた意見を求め、徳川吉宗に倣って目安箱を設置し、庶民の娯楽として猿楽などの興行も奨励した。
当時、九州の各藩で飢饉が起こり、それによって百姓一揆が頻発していた。久留米藩でも頼徸の善政にもかかわらず発生してしまう。頼徸はこれに対して一揆側の首謀者全員に加え、藩の責任者である家老の稲次因幡・有馬石見らも処刑するという厳しさを見せた。一方でこれらを慰めるために五穀神社祭礼を行なっている。
天明3年11月23日（1783年12月16日）70歳で死去した。跡を長男・頼貴が継いだ。

## 学問藩主として
頼徸は有職故実や様々な法令の知識に優れており、学問にも長けていた。特に頼徸が優れていたのは和算であり、関流の教えを継ぐ山路主住に師事してこれを学んだ。それまで52桁しか算出されていなかった円周率をさらに30桁算出し、小数の計算まで成立させた。明和6年（1769年）には豊田文景の筆名で『拾璣算法』5巻を著した。これは関孝和の算法をさらに研究し、進めた成果をまとめたものである。

## 評価
幕府からその才能を認められて江戸は増上寺の御火消役に任じられると共に、官位もそれまでの歴代藩主より上の左少将に叙任された。また将軍が狩猟で仕留めた鶴を拝領できる「国鶴下賜」を3度も受けている。これは徳川御三家や伊達家・島津家・加賀前田家などの大藩しか賜れず、有馬氏は頼徸の時代に大大名と肩を並べる厚遇を受けた。
頼徸の治世は54年の長きにわたり、また頼徸自身が優れた藩主だったこともあって、久留米藩の藩政は比較的安定した。その治績から頼徸は久留米藩の吉宗と賞賛されるに至った。また頼徸と同時期の教養人、新発田藩の溝口直温、松江藩の松平宗衍と並んで風流三大名と称される。

## 系譜
- 父：有馬則維（1674-1738）
- 母：小林氏
- 正室：豊子女王 - 京極宮家仁親王の第一王女
- 側室：奥田氏
  - 長男：有馬頼貴（1746-1812）

## 有馬頼徸が登場する作品
- 『算法少女』 - 遠藤寛子の児童小説。和算を題材としている。
- 『二十一万石の数学者』 - 有馬頼徸を主人公にした新田次郎の短編小説。新潮文庫『梅雨将軍信長』に収録。
- 『天に星 地に花』 - 帚木蓬生の小説。